# Ismaning
Ismaning là một đô thị thuộc huyện Munich bang Bayern nước Đức.